# Heinz Leibinger
Heinz Leibinger (* 9. Januar 1941 in Reutlingen) ist ein deutscher Sportschütze im Wurfscheibenschießen in der Disziplin Trap.

## Leben und Karriere
Heinz Leibinger nahm an den Olympischen Spielen 1972 in München am Trap-Wettkampf teil und belegte den zwölften Platz mit 190 von 200 geworfenen Wurfscheiben. Ein Jahr zuvor bei den Weltmeisterschaften 1971 in Bologna wurde er gemeinsam mit Peter Blecher, Ludwig Roselius und Karl-Hubertus Underberg Weltmeister im Mannschaftswettkampf. Bei Europameisterschaften erhielt Leibinger drei Bronzemedaillen und wurde zwölfmal Deutscher Meister und einmal Vizemeister. Außerdem erreichte er viermal Bronze bei Deutschen Meisterschaften zwischen 1961 und 1983.
Leibinger hatte keinen Trainer, er eignete sich das Wurfscheibenschießen selbst an und wertete sämtliche Ergebnisse und Fehler alleine sorgsam aus. Für ihn war jeder Wettkampf das beste Training. Mit dieser individuellen Art erzielte er seine Erfolge.